# Les Mosses
Les Mosses est une localité de montagne de la commune d'Ormont-Dessous, dans le canton de Vaud en Suisse. Avec La Lécherette elle forme la station de sports d'hiver Les Mosses - La Lécherette.

## Géographie
Les Mosses sont situés dans les Préalpes vaudoises, sur un plateau du même nom s’étendant de part et d'autre du col des Mosses entre le Pic Chaussy, au sud-est, et la chaîne Mont-d'Or - Gros Van au sud-ouest. Le col est situé sur la ligne de partage des eaux entre le bassin versant du Rhin au nord et le bassin du Rhône au sud. L'Hongrin, qui prend sa source au lac Lioson, appartient au premier tandis que La Raverette qui prend sa source Vers les Lacs (de) et qui se jette dans la Grande Eau appartient au second.
La localité est desservie par la route principale 11 parcourue ici par les lignes de CarPostal 173 Le Sépey - Col des Mosses et 174 Château-d'Œx - Col des Mosses.

### Environnement
La région Les Mosses - La Lécherette constitue un vaste site marécageux classé d'importance nationale à la suite de l'initiative de Rothenturm. Les bas-marais sont inscrits à l'inventaire fédéral des bas-marais d'importance nationale et les hauts-marais sont inscrits à l'inventaire fédéral des hauts-marais d'importance nationale.
Les Mosses sont situés dans le périmètre du parc naturel régional Gruyère Pays-d'Enhaut.

## Histoire
Dès le XIVe siècle les pâturages des Mosses sont cités. Le principal hameau, Les Fontaines, connaît des foires bovines dès le XVIe siècle. Une auberge s'y trouve, une école est ouverte en 1870, puis la poste, et l'église, faisant partie de la paroisse des Ormonts, est construite en 1911 à L'Ortier. 
Le col des Mosses est utilisé depuis la préhistoire, une hache de l'âge du Bronze y a été retrouvée. Le passage du col par les Bernois pour s'emparer d'Aigle en 1475 est attestée par la plus ancienne mention écrite de franchissement du col. D'abord chemin muletier, emprunté notamment pour le commerce du sel des mines de Bex, une route carrossable, réclamée dès 1832 par les Ormonts, est construite en 1868-1869. Elle est modernisée à plusieurs reprises au XXe siècle. Jusqu'à la fin du XIXe siècle, le col des Mosses est la liaison directe privilégiée entre le Pays-d'Enhaut et le reste du canton de Vaud. Dès 1904, à la suite de l'ouverture de la ligne de chemin de fer Montreux - Oberland Bernois, le trafic baisse légèrement. Un messager postal à pied puis à cheval passe par le col de 1848 à 1942 et depuis l'entre-deux-guerres une ligne CarPostal le franchit.
Le tourisme s'y développe aux XVIIIe et XIXe siècle, notamment avec les bains de L'Etivaz. Le premier téléski est construit aux Mosses en 1959 et la région devient un lieu prisé pour la randonnée, les promenades à cheval ou le vélo tout terrain.

## Patrimoine bâti
Église réformée, bâtie en 1911 dans le goût Heimatstil d'après les plans de l'architecte Charles Hepp. Nef en madriers avec un toit en tavillons, flanquée d'un clocher en maçonnerie. Vitraux 1994 de Jean Prahin.      

## Domaine skiable

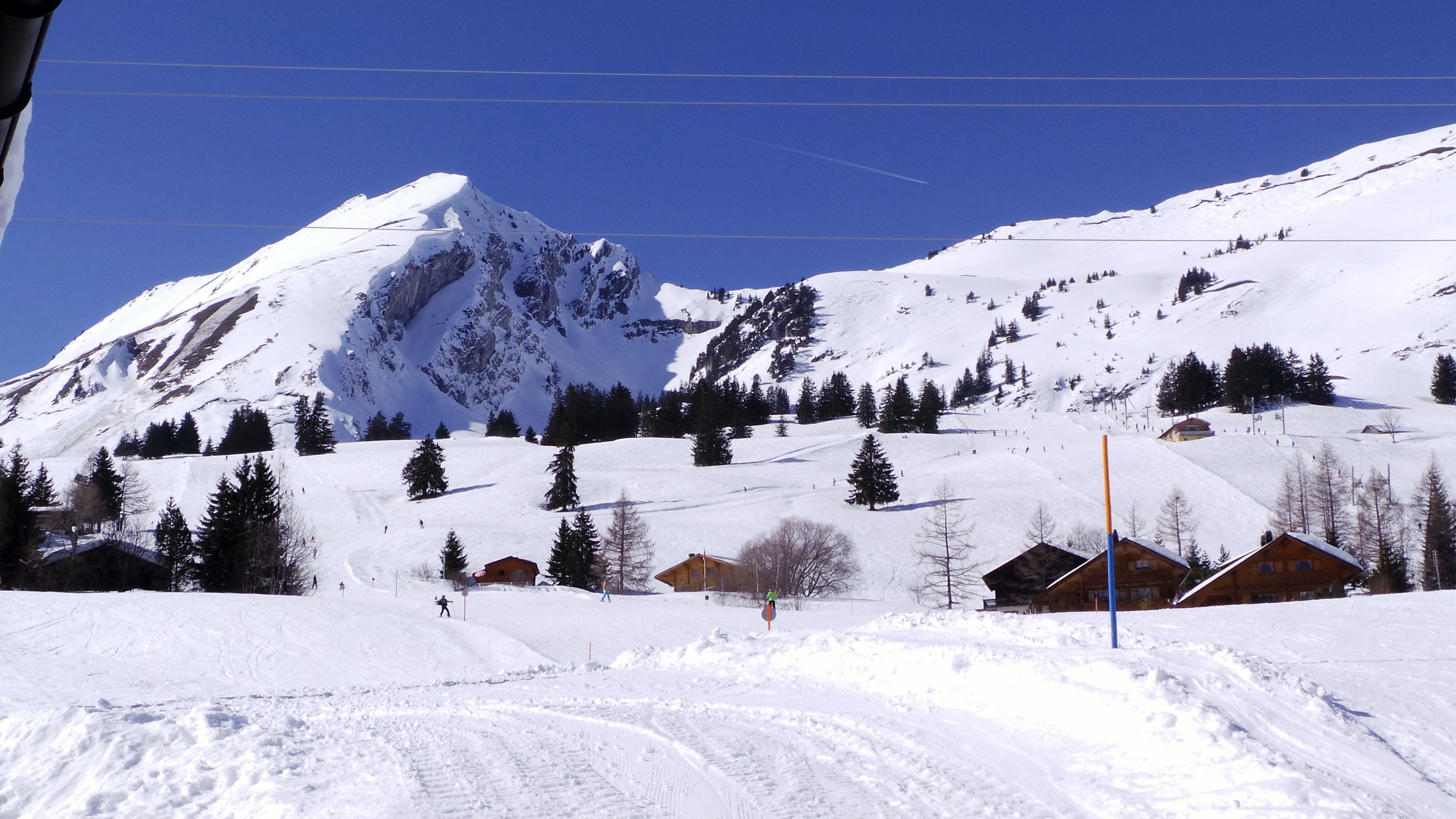
À gauche le Mont d'Or et la piste bleu Le Crettex, à gauche un autre partie de la piste bleu Le Crettex, la piste rouge Dorchaux et les téléskis Dorchaux I et II.

Le domaine skiable des Mosses est situé à l'ouest de la route principale franchissant le col. Il est desservi par neuf téléskis relativement alignés les uns à côté des autres.
Pour rejoindre le sous-domaine de La Lécherette depuis l'extrémité nord du domaine des Mosses, il faut longer à pieds la route principale sur environ 200 m. Situé entre 1 379 m et 1 680 m d'altitude, le domaine skiable de La Lécherette est desservi par deux téléskis principaux et deux plus courts. Comme Les Mosses, La Lécherette n'est pas équipée d'enneigeurs. Son ensoleillement relativement plus important et son altitude peuvent alors expliquer des fins de saison avec un manteau neigeux faible[réf. nécessaire].  
La société Télé Leysin-Col des Mosses-La Lécherette SA (TLML SA) est propriétaire et exploitante des remontés mécaniques des domaines de Leysin et des Mosses - La Lécherette. Une offre forfaitaire permet de skier sur ces deux domaines (110 km de pistes). La liaison entre le domaine Les Mosses - La Lécherette et le domaine de Leysin est effectuée par un skibus cadencé à la demi-heure (9 minutes de transit).
L'Espace Nordique des Alpes vaudoises dispose de 42 km de pistes de ski de fond située entre 1450 et 1 650 mètres d’altitude, entièrement tracées en style classique et skating. Les pistes sont ouvertes de la mi-novembre à la mi-avril selon les conditions d'enneigement.
La station est membre des regroupements de stations de ski des Alpes vaudoises et Valais SkiCard.
Dans le cadre du projet Alpes vaudoises 2020, il est prévu d'équiper une partie de la station des Mosses d'enneigeurs artificiel (2017), de développer un Jardin des neiges à Droséra, le Mosses Parc, avec tapis roulant pour skieurs (été 2016), de remplacer le téléski à perches débrayables de Parchets I par un télésiège débrayable de 6 places et de supprimer le téléski de Parchets II. À La Lécherette, il est prévu de remplacer l'arbalète à enrouleurs de Eraisis, datant de 1957 et construit par Müller, par un télésiège débrayable. Les mesures de compensation environnemental consisteront en l’assainissement de la décharge de l’Arsat, la revitalisation du secteur du camping et du tennis au Col des Mosses et la suppression des 2/3 tiers de la surface goudronnée du parking de l'Arsat.
Une télécabine quatre places du constructeur Müller, construite en 1963, permettait de monter au pic Chaussy. La station supérieure était située à 2311 m d'altitude, une station intermédiaire (1 836 m) se trouvait à Lioson et la gare de départ aux Mosses, unique bâtiment du télécabine non démantelé, est à 1 454 m. Une piste rouge (6 km) passait alors par le lac Lioson et une piste noire (5 km) par les Petits Lacs pour se rejoindre à Lioson d'en Bas. D'ici une piste bleue menait au départ du télécabine aux Mosses. En 1987, son exploitation a été arrêtée pour des raisons financières et de sécurité. Les dernières traces d'installations (pylônes, gare intermédiaire et amont), à l'exception de la gare aval, ont été démontées en 2009.
Un projet mené par les autorités d'Ormont-Dessous visait à construire une nouvelle télécabine sur les restes de l'ancienne, hors service depuis 1987. En avril 2007, Pro Natura gagna des recours portant sur un projet de 29 millions de francs devant revitaliser le domaine skiable des Mosses-La Lécherette, le Département des institutions et des relations extérieures du canton de Vaud (DIRE) jugea notamment qu'il fallait revoir toute la planification du site marécageux d'importance nationale des Mosses (PAC 292) ainsi que les mesures de protection attenantes. Il relève également que la procédure concernant la réouverture du sous-domaine de Chaussy (15 millions de francs) est entachée d'un vice fondamental. La commune ne fait pas de recours. Cependant le jugement laissait à penser que les installations projetées ne respectaient pas la loi sur la protection de la nature et du paysage (LPN).
La société Télé Leysin-Col des Mosses-La Lécherette SA exploite également un tapis roulant de 140 m au Chalet-à-Gobet sur les hauteurs de Lausanne.

### Compétition

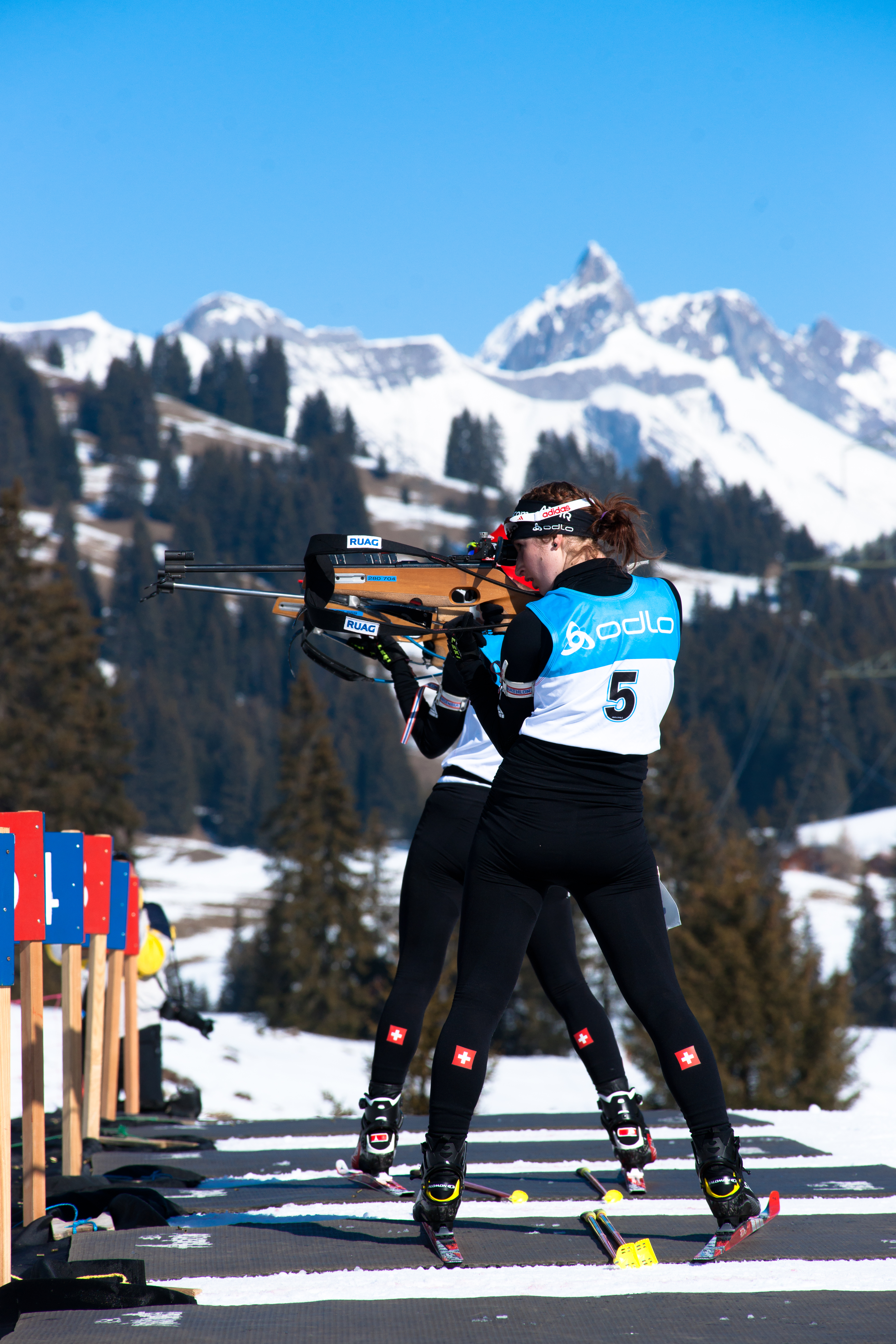
Coupe Suisse de Biathlon 2011.

Les Alpes vaudoises, dont notamment Les Mosses, ont accueilli les Championnats du monde de ski alpin handisport de 1982.
La Coupe Suisse de Biathlon est organisée depuis de nombreuses années sur le plateau des Mosses - La Lécherette, au stand de tir situé à l'Arsat (piste rouge), par le Ski-Club de Union des patrouilleurs alpins 10 (UPA 10).
L'Espace Nordique des Alpes Vaudoises accueille également la FoxTrail Fond'action, une course populaire de ski de fond longue distance courue en style libre sur une distance de 15 km ou 30 km, la course à l'Américaine, une course de ski de fond de nuit par équipe de deux et la course Internationale de Chiens de Traîneaux regroupant près de 70 attelages provenant de toute l’Europe.